# Európai mogyoró

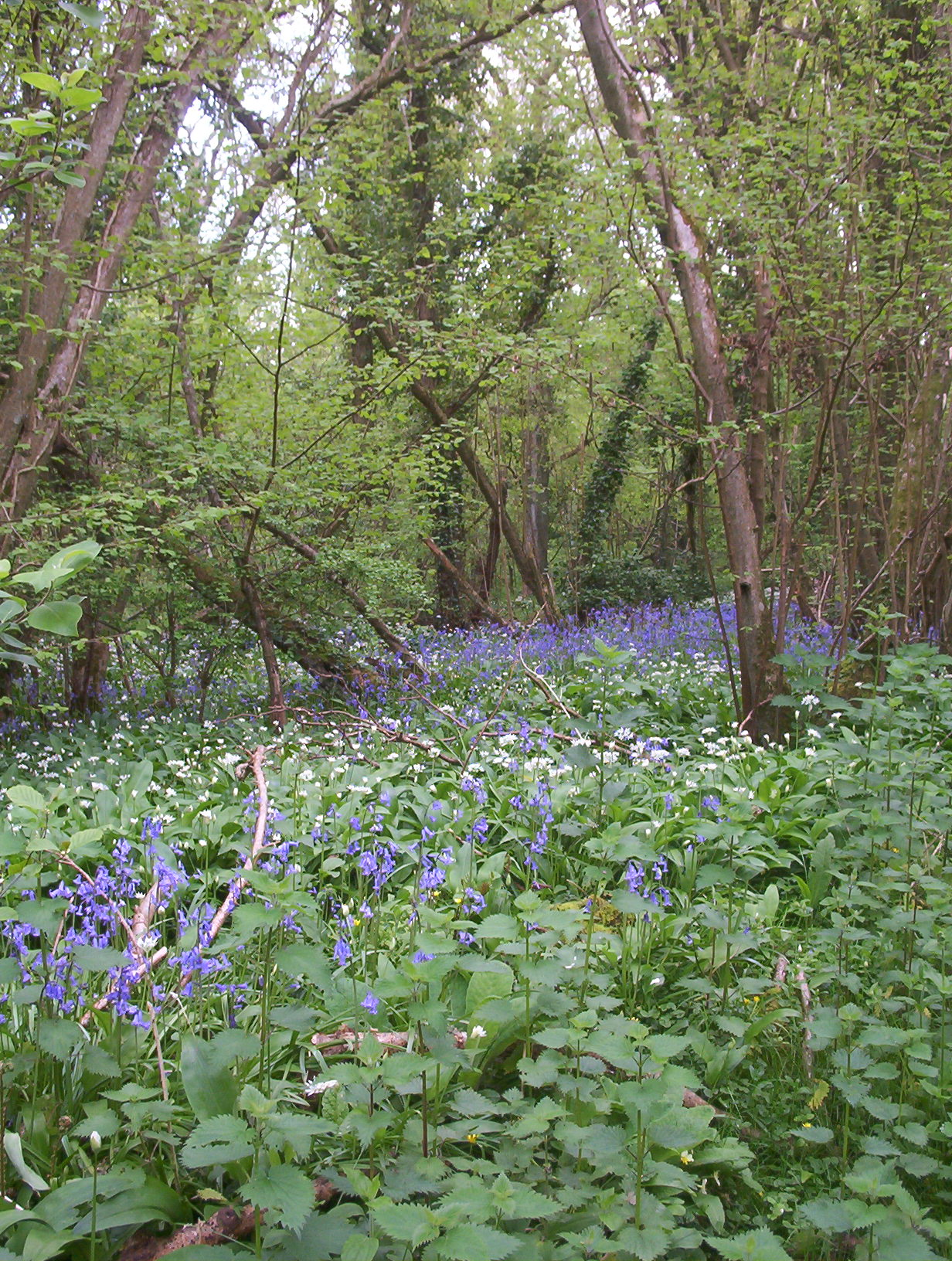
Mogyorófák Wight-szigeten (aljnövényzetként világoskék virágú angol kékcsengővel (Hyacinthoides non-scripta) és fehér virágú medvehagymával (Allium ursinum)

Az európai mogyoró vagy közönséges mogyoró (Corylus avellana) a nyírfafélék (Betulaceae) családján belül a mogyoró (Corylus) nemzetségébe tartozó cserje.

## Élőhelye, származása
Megtalálható Európa nagy részén (a legkeletibb részek, tovább az Ibériai-félsziget déli és Skandinávia északi része kivételével), valamint Anatólia mediterrán partvidékén és onnan a Kaukázus tágabb környezetében egészen a Kaszpi-tengerig. Magyarországon is őshonos; főleg a hegyvidékeken és a dombságokon él. Népi nevei: magyaró, olasz mogyoró.

## Megjelenése
3-5 méter magasra növő, terebélyes, lombhullató cserje. Kedvező körülmények között soktörzsű bokorfává cseperedhet; ilyenkor magassága elérheti a 4–8 m-t. Kérge pirosas vagy fehéres szürke, sima, fényes, rajta barna paraszemölcsök nőnek. Az egyéves vesszők vörösesbarnák, jellegzetes, világos paraszemölcsökkel. Könnyen sarjad: az újulatból hosszú, egyenes „ostorbotok” nőnek.
A levélnyél mirigyszőrös. Ovális, kétszeresen fűrészes szélű, 7–10 cm hosszú és 4–6 cm széles, visszás tojásdad leveleinek válla szíves, a fonákukon és az erek mentén lágy szőrök nőnek, a csúcsuk röviden kihegyesedik.
5–6 cm hosszú, sárgásbarna, összetett porzós virágzatai 1–4 tagú csoportokban nyílnak már a tél végén. A hím virágokban négy porzó nő, a portokok sárgák. A porzós virágok lepellevelei hiányoznak. A porzós virágok kettősbogas virágzatai barkákba szerveződnek. Női virágait rügypikkelyek környezik. A termős virágok kettősbogas virágzataiból a középső virág redukálódott. Két lepellevelük van. A rügypikkelyek közül a kétágú bibircses, piros 0,6 mm-nél kisebb bibeszálak virágzáskor hosszan kinyúlnak.
1 cm-nél nagyobb, tojásdad, csonthéjas makktermése, amit harang alakban szabálytalanul, rojtosan hasogatott fellevelekből kialakuló kupacslevél vesz körül, alsó állású magházból fejlődik ki.

## Életmódja, termesztése
Sövényként napos vagy félárnyékos helyre bármilyen talajba ültethető, de ha azt akarjuk, hogy jó termést hozzon, a talajt gondosan meg kell választani, mert túl nedves és a túl száraz talajokon egyaránt sínylődik. A könnyen felmelegedő, jó vízgazdálkodású és megfelelően levegőzött, középkötött, enyhén nyirkos, 6–7 pH-értékű talajokat kedveli. A rossz vízellátású, nehezen melegedő, hideg talajok a termesztésére azért nem alkalmasak, mert nagyon korán csak akkor virágzik, ha a gyökerek tevékenysége korán megindulhat.
Termesztésének főként Törökországban, Spanyolországban, Olaszországban, Franciaországban és Görögországban van jelentősége. Hazánk a termeszthetőség északi határán van; inkább mediterrán flóraelemnek tekinthető. Elfagyásával nem kell számolni, mert a -25 – -35 °C-os hideget is elviseli, de a barkák már -16 °C-on károsodnak. A hazai termesztés biztonságát növelné a hosszabb nyugalmi idejű és későbbi virágzású fajták kinemesítése, de ezzel a fejlett mogyorótermesztő országok nem foglalkoznak, mert náluk ez nem probléma.
Hazánkban leginkább a lejtők keleti–északkeleti oldala, vagy síkságon a védett déli fekvés felel meg neki. A mélyedéseket, fagyzugokat feltétlenül el kell kerülni. Természetes élőhelyein főleg cserjésekben, lombhullató erdők szegélyén gyakori, ritkábban azok cserjeszintjében is előfordul.

## Felhasználása
Nemcsak ehető terméséért ültetik kertekbe, hanem mert kora tavasszal virágzik. Üzemszerűen sehol sem termesztik, de több termesztett változat ősei között szerepel.
Gyógynövényként felhasznált részei:
- levele (Coryli folium),
- termése (Coryli fructus).

Hatóanyagai:
- 3-5% cserzőanyag,
- flavonoidok (miricitrin),
- szterolok,
- klorogénsav,
- taxol (rákellenes anyag)

Hatásai:
- összehúzó (adstringens),
- gyulladáscsökkentő (antiflogisztikus),
- fertőtlenítő (antiszeptikus),
- szagtalanító – ezeket a hatásait kozmetikai készítményekben használják ki.

A népi gyógyászatban sebek, visszérgyulladás és aranyeres bántalmak kezelésére használják. Emellett előnyösen befolyásolja az epefunkciót, és bélhurutra is jó. Külsőlegesen ülőfürdőkben alkalmazzák.
A modern terápiákban a leveleket teakeverékekben és galenusi készítményekben használják fel:
- hasmenés (diarrhea) megszüntetésére,
- szájüregi kórfolyamatok (például fogínygyulladás – gingivitis),
- aranyér (nodus haemorrhoidalis),
- lábszárfekély (ulcus cruris)
- visszérbántalmak (varicositas)

kezelésére.
Ajánlott napi adagok:
- belsőleg 6-9 gramm levél, ill. ezzel egyenértékű kivonat.
- borogatásra, szájöblögetésre 2-3 gramm levélből 150 ml vízzel készült kivonat használandó, naponta többször.

## Kertészeti változatai
- csavart ágú mogyoró (Corylus avellana 'Contorta'),
- Corylus avellana f. laciniata

## Képek

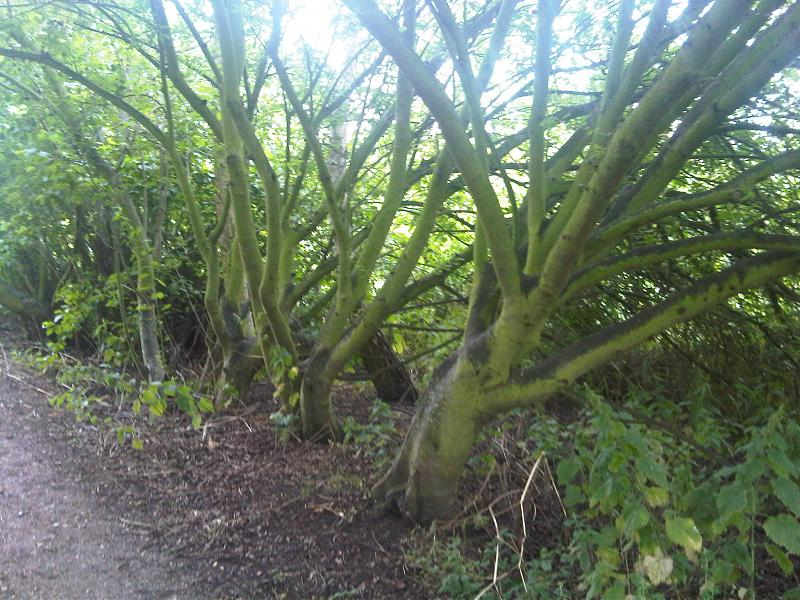
Mogyoróbokrok
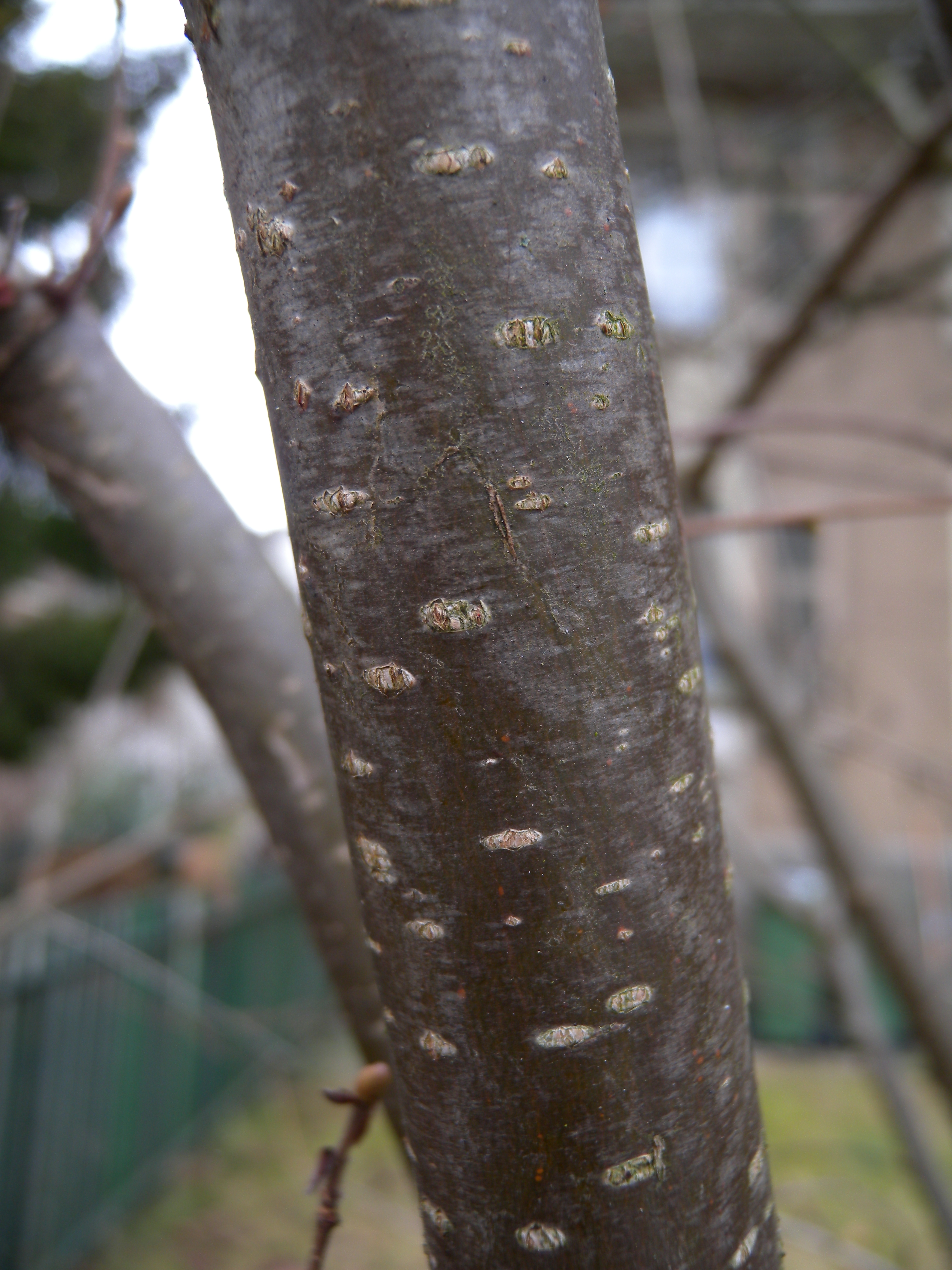
Törzs
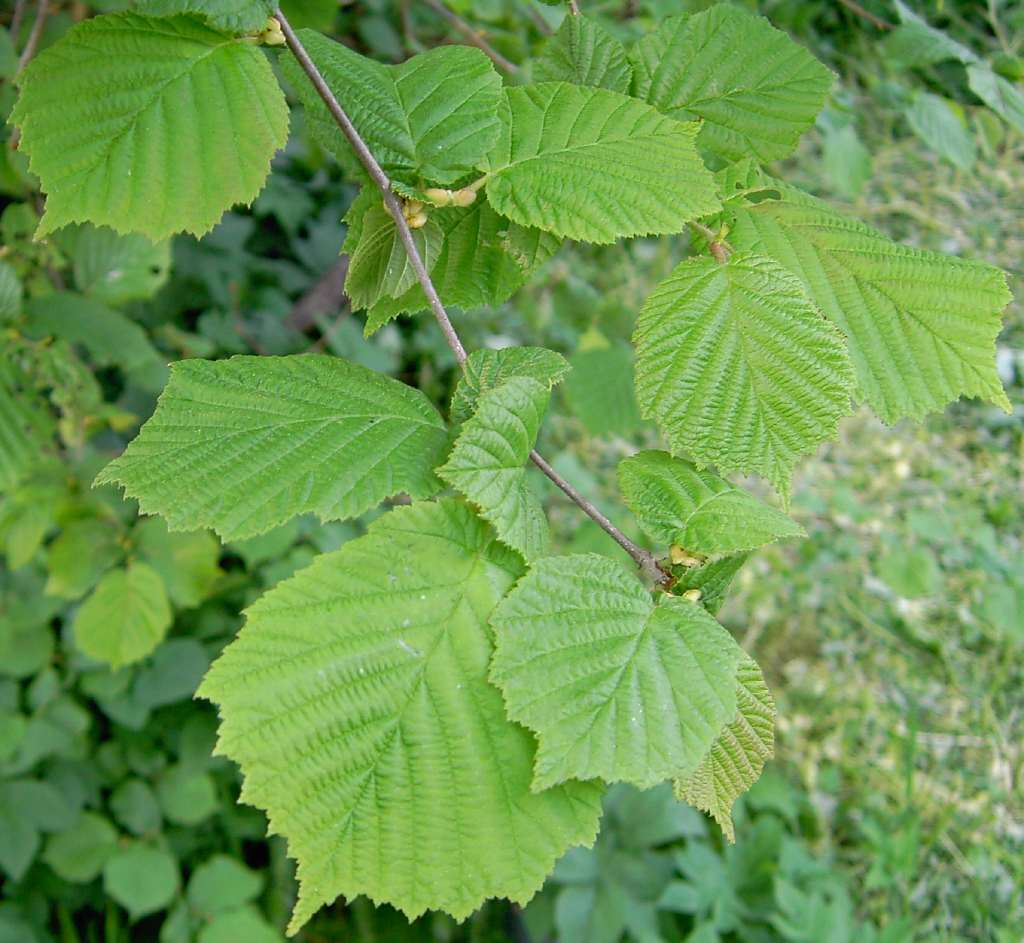
Levelek
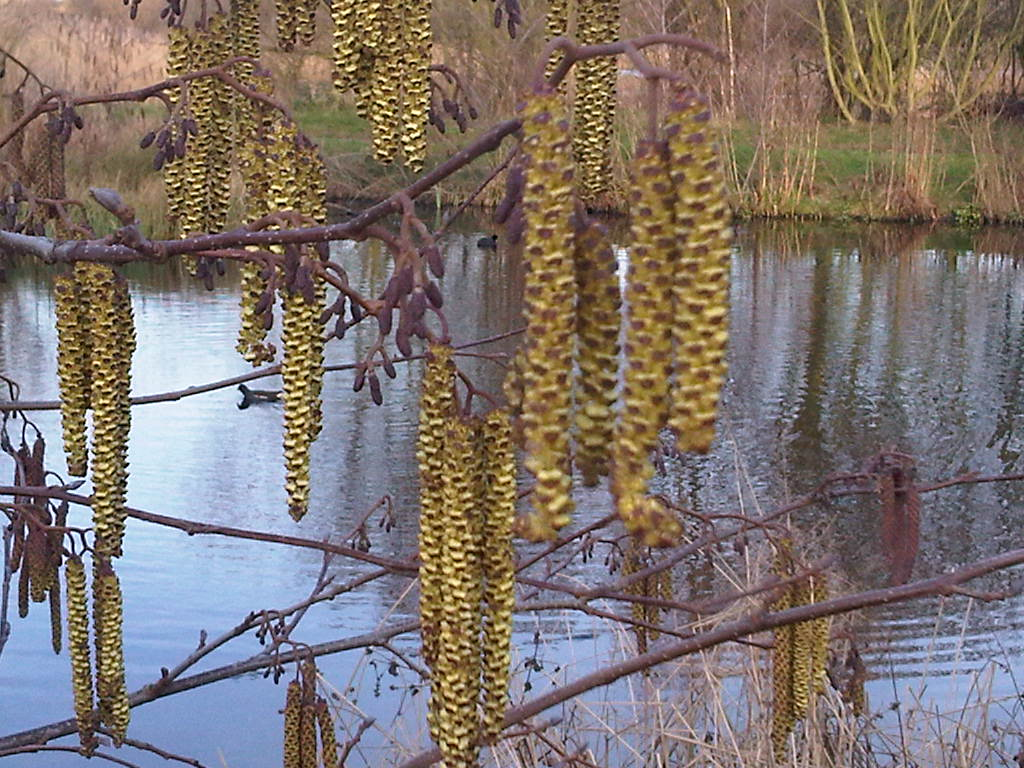
Barkák
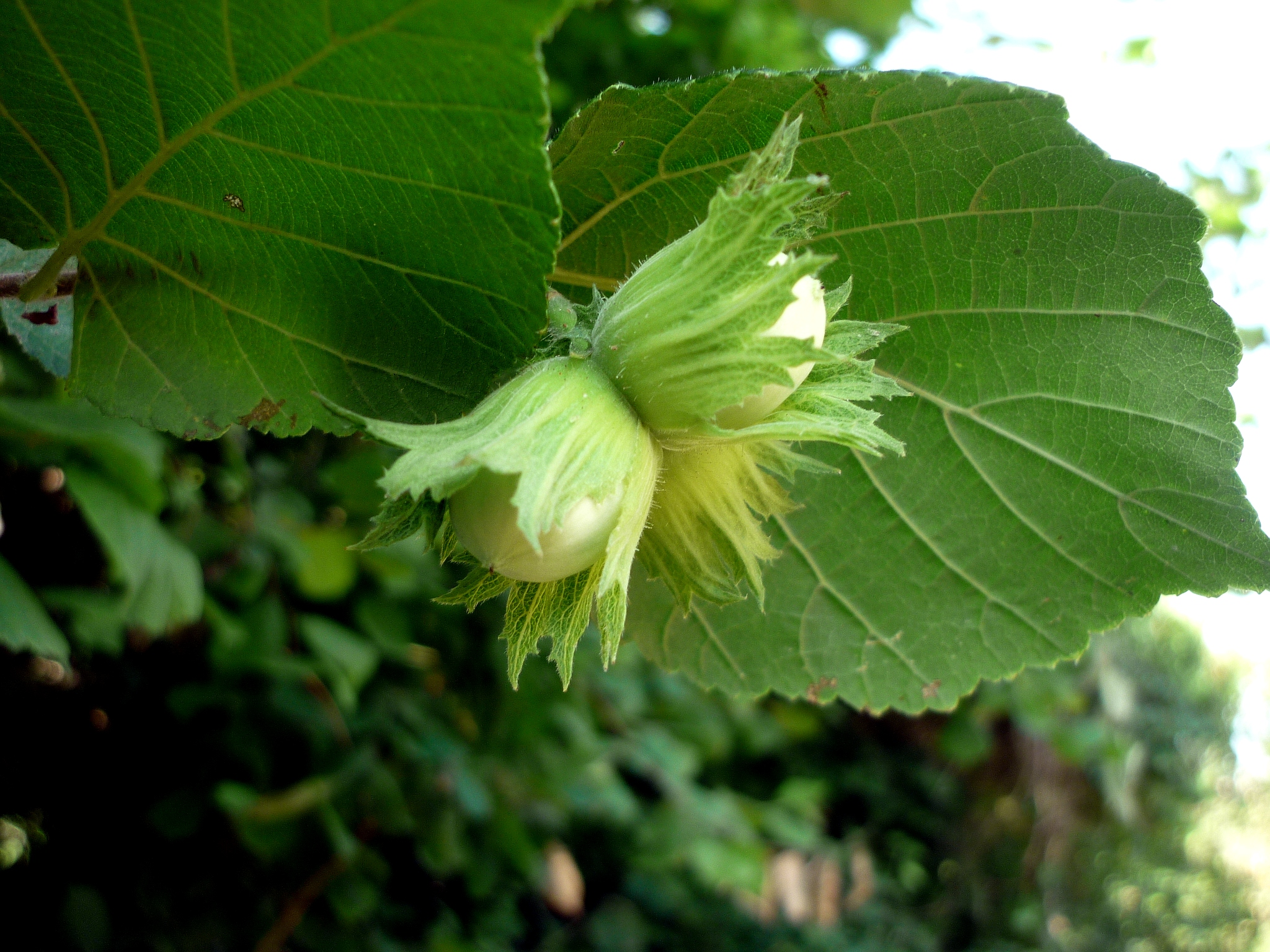
Termése érés közben
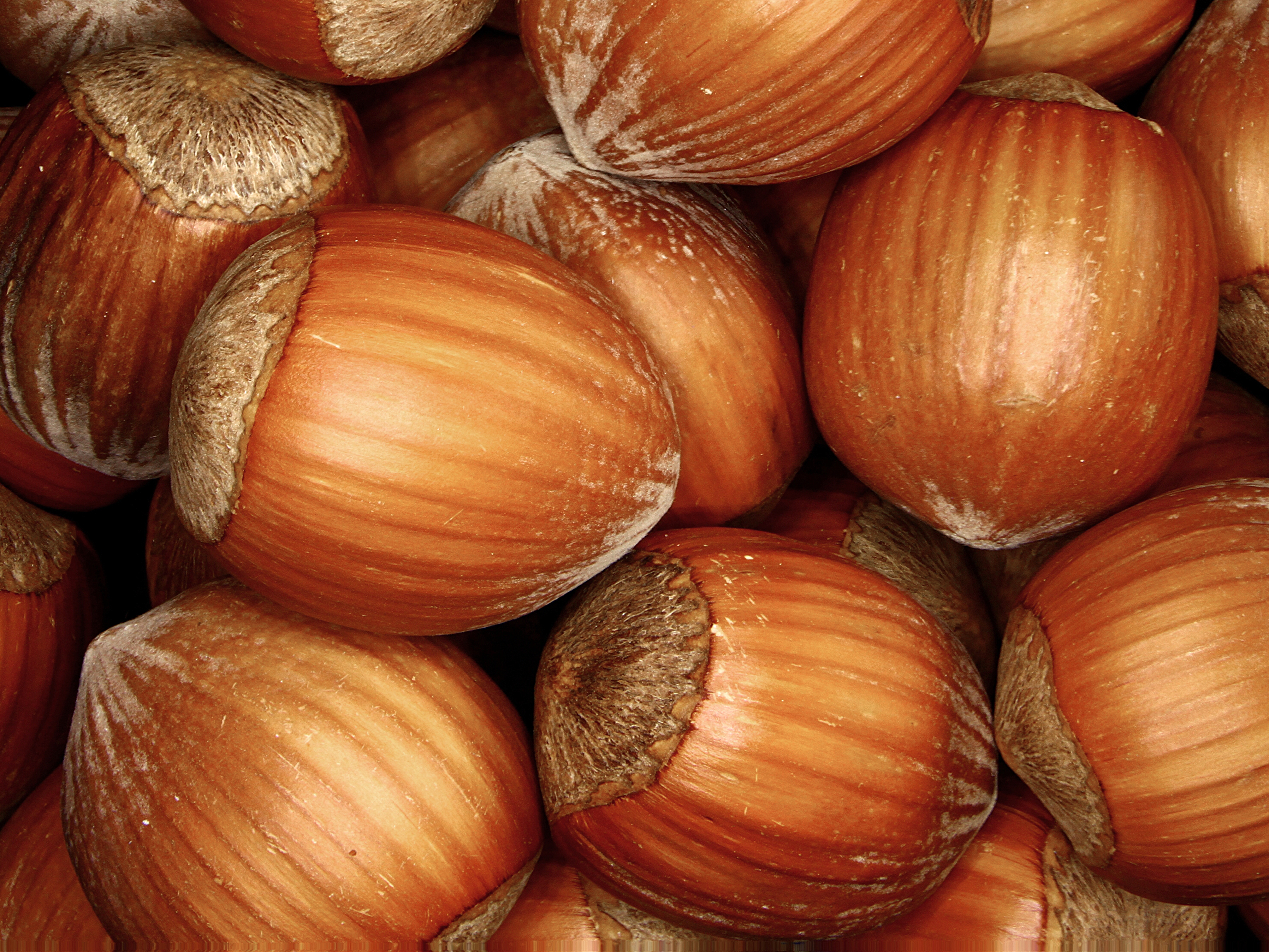
Érett termése